# Antic estudi d'Estac
L'Antic estudi d'Estac és una obra de Soriguera (Pallars Sobirà) protegida com a Bé Cultural d'Interès Local.

## Descripció
L'edifici és de planta rectangular amb la façana principal orientada cap a l'est. És de dues plantes i sotacoberta amb una superfície total construïda de 214 m². La coberta és a dues aigües.
Els materials emprat són bàsicament pedra del país utilitzada pels murs principals, fusta per a l'embigat, la coberta, les portes i finestres; enllosat de llosa del país. Els paraments dels mur estan arrebossats amb guix elaborat in situ artesanalment.
L'escola i el pati estan envoltats per un mur de pedra seca. A la façana principal destaca un cos central a manera de pòrtic que dona pas a l'interior de la planta baixa, té una coberta plana. A l'extrem nord s'hi observa l'escala i porta d'accés a la planta superior. Quatre finestres i la balconera donen llum a l'interior de les dues plantes principals. Les façanes nord, oest i sud també disposen d'obertures a l'exterior.
La planta baixa estava distribuïda en un sala principal que feia funció d'aula, un lavabo i una petita habitació per emmagatzemar la llenya.
A la primera planta hi havia l'habitatge del mestre. Aquest es compon de cuina amb llar de foc, menjador, tres habitacions, rebost i lavabo.
El sota cobert, de poca alçada i al qual s'accedeix per una escala des de la primera planta, feia la funció de golfes.
L'edifici es conserva en bon estat encara que no és habitable. No hi ha patologies estructurals greus.

## Història
La majoria de població de la zona era analfabeta entorn la segona meitat del segle xix. Aquesta dada es coneix gràcies a les llistes d'empadronament. Se sap també que al 1860 hi havia un mestre a Estac que donava classe a l'antiga rectoria. A finals del segle xix Estac era la capital del districte escolar, a més de cap de municipi, i centre d'acollida de tots els alumnes provinents d'Escós, Baro, Arcalís i Mencui.
Al 1918 l'inspector provincial autoritzava la construcció de la casa-escola d'Escós.
L'edifici d'Estac es va inaugurar l'any 1930, data que podem veure damunt la porta. A finals dels anys 30, tots els pobles de Soriguera tenien una escola mixta i Estac continuava sent la capital del districte escolar.
Es procurava compaginar els horaris escolar s'adaptaven als requeriments de les feines del camp. Ja que en determinats moments feien falta totes les mans per atendre el camp. D'aquesta manera s'intentava evitar l'absentisme escolar.
Entorn els anys 50 i primera meitat de la dècada dels 60 es produeix un augment del cens escolar. A partir dels anys 60-70 es produeix una concentració escolar cap a les àrees urbanes de més població.
L'escola va tancar al finalitzar el curs 1974-195